# Frank Worsley
Vous lisez un « bon article » labellisé en 2015.
Pour les articles homonymes, voir Worsley.
Frank Arthur Worsley, né le 22 février 1872 à Akaroa et mort le 1er février 1943 à Claygate, est un marin et explorateur polaire néo-zélandais.
Worsley rejoint la New Zealand Shipping Company en 1888 et sert à bord de plusieurs navires assurant des voyages sur des routes commerciales entre la Nouvelle-Zélande, le Royaume-Uni et l'océan Pacifique sud. Il se fait connaître pour sa capacité à naviguer vers de petites îles éloignées. Il rejoint la Royal Naval Reserve en 1902 et sert sur le HMS Swiftsure pendant une année avant de revenir à la marine marchande. En 1914, il rejoint  l'expédition Endurance (1914-1916) d'Ernest Shackleton, qui vise à traverser le continent Antarctique. Après la perte du navire de l'expédition, l'Endurance, piégé dans la glace, le reste de l'expédition et lui naviguent sur les trois canots de sauvetage restants jusqu'à l'île de l'Éléphant, au large de la péninsule Antarctique. De là, avec Shackleton et quatre autres personnes, il navigue sur l'un des canots, le James Caird, environ 1 300 kilomètres à travers le difficile océan Atlantique sud pour finalement arriver en Géorgie du Sud. Ses compétences en navigation se révèlent cruciales dans la réalisation de cet exploit. Avec Shackleton et Thomas Crean, il traverse ensuite l'intérieur montagneux de la Géorgie du Sud dans une marche de 36 heures pour aller chercher de l'aide à Stromness, une station baleinière sur la côte opposée de l'île. Shackleton et lui retournent ensuite à l'île de l'Éléphant à bord d'un baleinier pour sauver les autres membres de l'expédition restés sur place.
Pendant la Première Guerre mondiale, capitaine du Q-ship PC.61, il est responsable de la destruction du sous-marin allemand UC-33 le 26 septembre 1917. Pour son rôle dans ce combat, Worsley est décoré de l'Ordre du Service distingué. Plus tard dans la guerre, il travaille dans le transport d'approvisionnement dans l'Arctique russe et dans l'intervention en Russie septentrionale contre les bolcheviks, gagnant une barre à sa première récompense militaire. Il est ensuite nommé officier de l'Ordre de l'Empire britannique. De 1921 à 1922, il sert sur la dernière expédition de Shackleton en Antarctique en tant que capitaine du navire Quest. Il dirige également une expédition au cercle Arctique et participe à une chasse au trésor sur l'île Cocos. Il écrit plusieurs livres relatifs à ses expériences de l'exploration polaire et à sa carrière de marin. Pendant la Seconde Guerre mondiale, il sert d'abord avec la Croix-Rouge internationale en France et en Norvège puis, en 1941, il falsifie son âge afin de rejoindre à nouveau la marine marchande. Lorsque la fraude est découverte, il est libéré de ses fonctions. Il meurt d'un cancer du poumon en 1943.

## Biographie

### Enfance

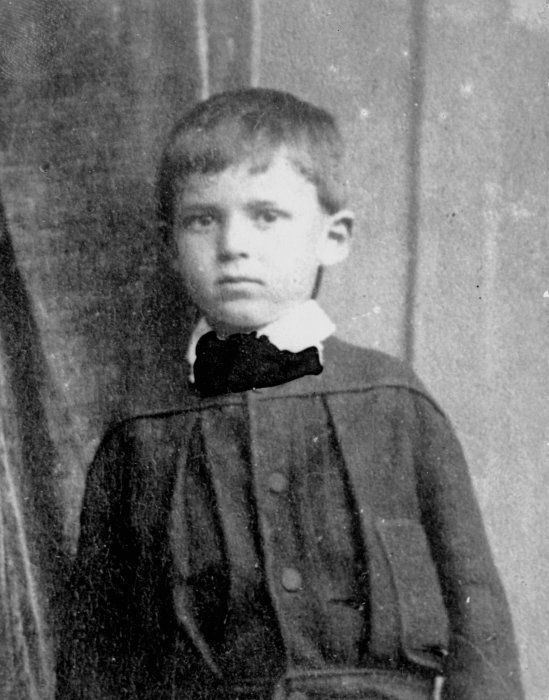
Frank Worsley (entre 1880 et 1885).

Frank Arthur Worsley naît le 22 février 1872 à Akaroa en Nouvelle-Zélande. Il est l'un des trois enfants d'un fermier, Henry Theophilus Worsley, et de sa femme Vincent Georgiana Priscilla Fulton. Son grand-père, Henry Francis Worsley, avait émigré en décembre 1851 à Lyttelton depuis Rugby en Angleterre, avec sa famille élargie,. La mère de Worsley meurt alors qu'il est petit.
Il est envoyé à l'école à Akaroa mais quand son père déménage sa famille pour accepter un nouveau travail à Peraki, il est scolarisé à la maison pendant un certain temps. Lorsque Frank a onze ans, son frère aîné, Harry, rejoint la New Zealand Shipping Company comme apprenti et à peu près au même moment, son père déménage de nouveau sa famille à Christchurch. Frank étudie à la Fendalton Open Air School (en).
Comme son frère, Frank est intéressé par une carrière maritime. En 1887, sa demande d'adhésion à la New Zealand Shipping Company est d'abord refusée en raison de sa petite taille, mais il réussit à intégrer l'entreprise six mois plus tard à force de détermination. Il signe comme midshipman (aspirant ou cadet) à bord du Wairoa, un clipper de trois-mâts qui transporte de la laine à Londres.

### Carrière maritime

#### New Zealand Shipping Company et New Zealand Government Steamer Service
Pendant plusieurs années, Worsley sert sur un certain nombre de voiliers de l'entreprise sur la route commerciale entre la Nouvelle-Zélande et l'Angleterre. Il devient troisième officier en 1891, puis cinquième officier l'année suivante. En 1895, alors troisième officier, il quitte la New Zealand Shipping Company pour rejoindre la New Zealand Government Steamer Service (NZGSS). Il assure sa première affectation en tant que second lieutenant à bord du Tutanekai, un bateau à vapeur qui dessert les îles de l'océan Pacifique. Il est considéré comme un officier bon et expérimenté, mais faisant parfois preuve d'espièglerie.

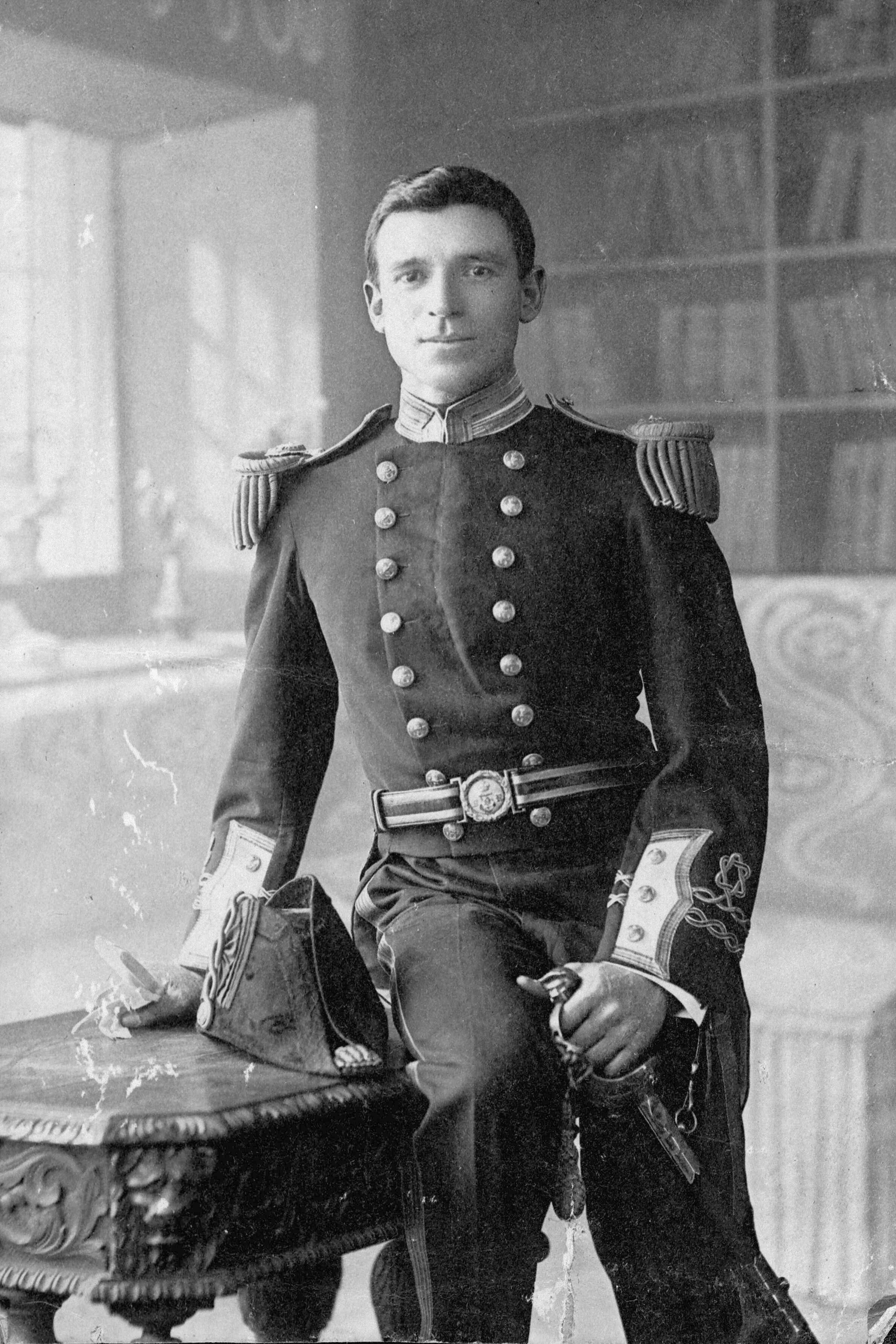
Frank Worsley en uniforme de la Royal Naval Reserve (vers 1906).

Ainsi, en 1899, lors d'une escale du Tutanekai dans le port d'Apia, la capitale des Samoa allemandes, Worsley vole le drapeau du consulat de l'Empire allemand. En découvrant le vol, le consul soupçonne que le coupable est un membre de l'équipage du Tutanekai car il s'agit du seul navire marchand présent dans le port à ce moment-là. Accompagné d'un groupe de marins du SMS Falke, également ancré dans le port, le consul monte à bord du Tutanekai à la recherche du drapeau, mais repart les mains vides après les protestations du capitaine du navire néo-zélandais. Le capitaine découvre plus tard la responsabilité de Worsley, mais cela n'affecte pas ses perspectives de carrière. Il est transféré à l'Hinemoa (en), un autre vapeur de la NZGSS, comme officier.
En juin 1900, Worsley passe l'examen pour une certification d'officier à l'étranger. Il a de bonnes notes et reçoit même avec un autre élève des félicitations pour ses efforts. Désormais capitaine de navire qualifié, il prend son premier commandement sur la Countess of Ranfurly. Cette goélette trois-mâts de la NZGSS navigue sur les routes commerciales de l'océan Pacifique sud, principalement autour des îles Cook et Niue, toutes deux nouvelles dépendances néo-zélandaises.

#### Royal Naval Reserve
Alors au commandement de la Countess of Ranfurly, Worsley rejoint la Royal Naval Reserve (RNR), la réserve de volontaires de la Royal Navy. Le 1er janvier 1902, il est nommé sous-lieutenant. En 1904, la Countess of Ranfurly est vendue, ce qui laisse Worsley sans commandement. Il décide de quitter la New Zealand Government Steamer Service, et cherche du travail à l'étranger. Il se rend à Sydney où il trouve une place d'officier sur le HMS Sparrow. Celui-ci ayant récemment été racheté par le gouvernement néo-zélandais assure un voyage de livraison vers la Nouvelle-Zélande. À son arrivée à Wellington en mars 1905, Worsley est désigné pour commander le navire qui est reconverti en navire-école. Alors que sa reconversion n'est pas encore achevée, le Sparrow, toujours commandé par Worsley, appareille néanmoins pour l'Angleterre au début de l'année 1906.
À son arrivée en Angleterre en mars 1906, Worsley demande à la RNR une formation, qu'il obtient sur le HMS Psyche et qui a pour objet les torpilles, l'artillerie navale et la navigation. Il est promu au grade de lieutenant au mois de mai suivant. Il est affecté à un certain nombre de navires de la Royal Navy, dont le HMS Swiftsure, sur lequel il sert douze mois. Il retourne ensuite dans la marine marchande et trouve un poste au sein de l'entreprise de transport maritime Allan Line, qui navigue régulièrement du Royaume-Uni au Canada et en Amérique du Sud. Au cours des années suivantes, il est régulièrement rappelé au service dans la RNR. Ainsi passe-t-il un mois en 1911 à bord du HMS New Zealand.

### Expédition Endurance

#### Contexte, départ et arrivée en Géorgie du Sud

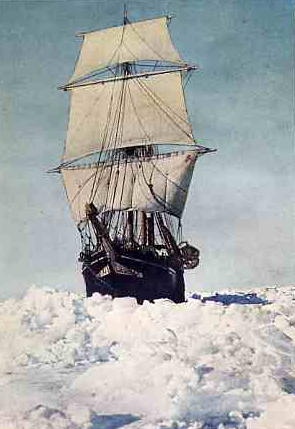
L'Endurance (vers 1915).

L'échec en 1911 du Britannique Robert Falcon Scott face au Norvégien Roald Amundsen dans la conquête du pôle Sud est considéré comme une tache sur la réputation de la Grande-Bretagne dans l'exploration polaire. Dans ce contexte, l'explorateur britannique Ernest Shackleton désire réaliser la première traversée de l'Antarctique afin de ramener le pays au premier plan de l'exploration du continent. Il commence alors en 1914 à préparer une expédition, l'Imperial Trans-Antarctic Expedition, mieux connue sous le nom d'expédition Endurance, du nom du navire de l'expédition, l'Endurance.
Parmi les postes à pourvoir, figure celui de capitaine,. C'est à Londres, dans la rue Burlington où il a installé son quartier général, que Shackleton reçoit les candidats désirant y participer. Justement, Worsley est à Londres, qui attend une nouvelle affectation. Ayant fait un rêve qu'il prend comme une prémonition et dans lequel il se voit naviguer un bateau autour d'icebergs à la dérive vers le bas de la rue Burlington, il décide de se porter candidat. Il rencontre Shackleton et, après quelques minutes de conversation, l'explorateur lui offre le poste de capitaine.
Le départ de l'Europe est troublé par l'imminence de la Première Guerre mondiale ; certains membres de l'expédition, dont Worsley qui anticipe un appel de la RNR, proposent un report du voyage. Cependant, même après la déclaration de guerre de la Grande-Bretagne à l'Empire allemand le 4 août, l'Amirauté autorise Shackleton à procéder selon ses plans. De son côté, Worsley a approché les autorités qui l'informent que le personnel de la RNR n'est pas encore convoqué. L'Endurance quitte donc Plymouth le 9 août 1914 à destination de Buenos Aires où Shackleton, qui voyage séparément, rejoint l'expédition.
Sur la route de l'Amérique du Sud, le carburant vient à manquer et le bois destiné à la construction d'abris pour l'expédition en Antarctique est utilisé pour faire fonctionner le moteur. Worsley commande le navire de manière relativement détendue avec peu de discipline ou de contrôle de la consommation d'alcool. Quatre membres de l'équipage participent à une bagarre dans un bar pendant une escale à Madère, un port neutre. Dans le port, un navire allemand voisin percute l'Endurance et l'endommage. Worsley, furieux, monte à bord du navire allemand avec quelques autres membres de l'expédition et force l'équipage allemand à réparer les dommages causés.
La gestion de Worsley sur le voyage vers Buenos Aires suscite de l'inquiétude chez Shackleton. Dès lors, l'explorateur se met à douter de la capacité de son capitaine à pouvoir remplir sa mission suivante, à savoir, commander l'expédition de ravitaillement de l'équipe débarquée après l'hiver. Après le ravitaillement à Buenos Aires, le 26 octobre, l'Endurance met cap pour la Géorgie du Sud, une île du Royaume-Uni située au sud de l'océan Atlantique. Le navire arrive le 5 novembre au port de Grytviken, une station baleinière norvégienne. Là, les Norvégiens l'informent que, cette année, la banquise se situe inhabituellement plus au nord, ce qui risque de gêner le débarquement des hommes en Antarctique. Suivant les conseils des Norvégiens, Shackleton choisit de retarder son départ plus tard au cours de l'été austral, si bien que l'Endurance part seulement le 5 décembre en direction de la mer de Weddell.

#### Prise dans les glaces et refuge à l'île de l'Éléphant
- Dérive des hommes avec leurs trois canots.
- Trajet du James Caird.

L'Endurance rencontre de la banquise trois jours après avoir quitté la Géorgie du Sud et Worsley doit diriger le navire entre les icebergs. Il est parfois nécessaire de forcer le passage à travers la glace. Worsley dirige souvent le barreur depuis le nid-de-pie d'où il peut mieux voir les formations de glace. La progression est irrégulière : certains jours, le navire se retrouve bloqué tandis que d'autres, de grandes étendues d'eau libre lui permettent de progresser rapidement vers le sud. Durant cette période, Shackleton constate que le tempérament de son capitaine le porte moins à donner des ordres qu'à en suivre.
Le 18 janvier 1915, le navire est pris dans la glace et, après quelques jours, il devient évident que l'Endurance restera ainsi prisonnier durant tout l'hiver. Pris au piège, le navire dérive lentement vers l'ouest avec les glaces dérivantes. L'expédition se prépare pour l'hivernage. Néanmoins, il n'était pas prévu que tous les hommes de l'expédition vivent à bord du navire un hiver entier car le plan initial consistait à laisser une équipe sur le rivage de l'Antarctique tandis que Worsley, l'Endurance et son équipage devaient repartir plus au nord. Malgré cet imprévu, Worsley relève le défi et dort pour montrer l'exemple dans un couloir plutôt que dans une cabine. Même dans le froid de l'hiver, il amuse le reste du navire en prenant des bains de neige sur la glace. Il n'y a que peu de choses à faire depuis la prise de l'Endurance dans le « pack » et Worsley s'occupe en effectuant des relevés sur l'océan et à collecter des spécimens. Il écrira même plus tard un rapport intitulé Biological, Soundings and Magnetic Record, Weddell Sea, 1914–1916.
En juillet, la glace menace d'écraser le navire qui craque et tremble sous la pression. Shackleton charge Worsley de se préparer à abandonner rapidement le navire en cas de besoin. D'abord incrédule, Worsley questionne Shackleton : « Vous voulez sérieusement me dire que le navire est condamné ? », ce à quoi l'explorateur répond : « Le navire ne peut pas [tenir dans cette situation], skipper ». Et en effet, le 24 octobre, la pression de la glace tord la poupe du navire qui commence à prendre l'eau. Les tentatives pour réparer la fuite et pomper l'eau restent vaines, si bien que trois jours plus tard, Shackleton ordonne d'abandonner le navire. Les membres de l'expédition récupèrent un maximum de matériel, puis partent le 30 octobre direction nord-est pour l'île Robertson à environ 320 kilomètres de là. Malheureusement, l'état de la glace rend toute progression très difficile et, après une marche de trois jours et de seulement 2,4 kilomètres, ils doivent installer un camp de fortune pour attendre la fonte de la glace. Pour ce faire, ils utilisent du bois et des tissus qu'ils avaient récupéré sur le navire. L'expédition y séjourne pendant deux mois jusqu'au 23 décembre.

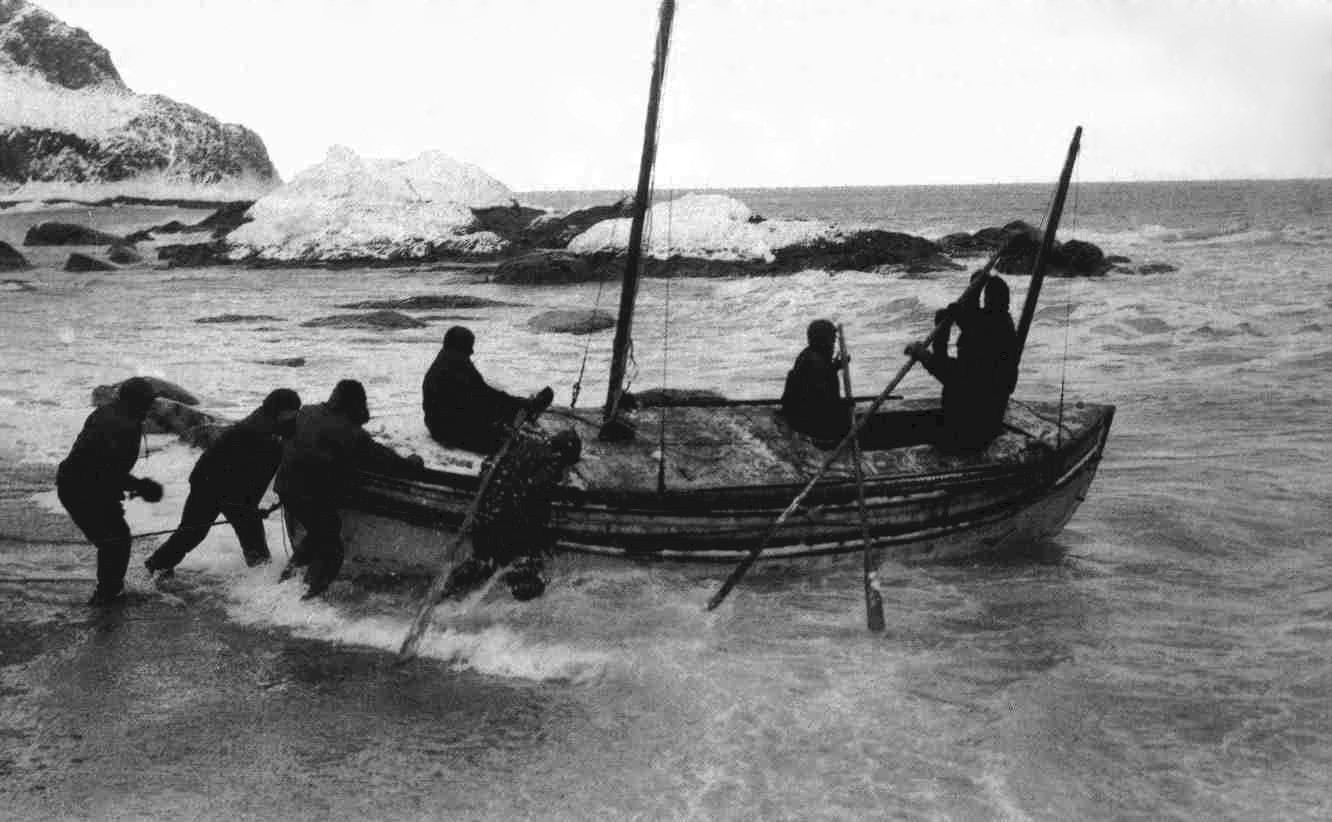
Le James Caird à son lancement de l'île de l'Éléphant.

Avec la hausse de la température, il est difficile de se déplacer car la glace a tendance à fondre pendant la journée. Shackleton décide donc de faire la plupart des marches la nuit en tractant les trois canots de sauvetage de l'Endurance. Au bout d'une semaine d'efforts, Shackleton et ses hommes doivent de nouveau créer un camp de fortune. La banquise, et le campement qu'elle porte, continue sa dérive vers le nord et, en avril 1916, les naufragés sont presque à portée de vue de l'île de l'Éléphant. La glace commence à se briser. Shackleton ordonne à l'expédition d'utiliser les canots de sauvetage, confiant à Worsley le commandement de l'un d'eux, le Dudley Docker. La navigation est contrariée par la glace et les courants et il faut une semaine pour atteindre l'île. Les quatre dernières nuits, Worsley passe la plupart de son temps à la barre. Il reste éveillé pendant près de 90 heures d'affilée. Son expérience maritime sur le Dudley Docker se révèle être remarquable et sa navigation est exemplaire : il guide sans dévier la petite flotte de canots dès que les conditions de vent sont favorables. La dernière nuit en mer, les fortes vagues séparent son canot des deux autres. Worsley dirige toute la nuit le Dudley Docker qui présente de surcroît une voie d'eau. Remplacé tôt le matin, il s'endort rapidement et ne peut être réveillé qu'à coups de pied à la tête. Le Dudley Docker atteint l'île le 15 avril, au même endroit que les deux autres canots. Pour la première fois depuis près de 18 mois, l'expédition peut enfin poser le pied sur la terre ferme.

#### Voyage duJames Caird
Longue de 10 kilomètres, l'île de l'Éléphant est petite et montagneuse, rocheuse et couverte en permanence de glace. Cet environnement est donc inhospitalier, surtout que l'hiver approche. De plus, la plupart des membres de l'expédition sont affaiblis par l'épreuve qu'ils viennent de traverser. Enfin, une aide extérieure par une équipe de recherche ou des baleiniers de passage est exclue, en particulier parce que l'île se situe loin de la route prévue pour l'expédition. Aussi, quelques jours après leur arrivée, Shackleton décide de constituer une équipe réduite de volontaires qui se rendrait en Géorgie du Sud distante d'environ 1 300 kilomètres. L'objectif est d'obtenir un navire afin de revenir chercher le reste des hommes restés sur l'île. Worsley se porte volontaire pour l'accompagner et Shackleton accepte, impressionné par ses compétences en matière de navigation. Se joignent à eux McNish, les marins John Vincent et Timothy McCarthy ainsi que l'expérimenté Thomas Crean. Pour effectuer ce trajet, Shackleton décide de prendre le plus grand des trois canots de sauvetage, le James Caird, qui porte le nom de l'un des mécènes de l'expédition. Construit à la demande de Worsley, le James Caird est une baleinière de 6,7 mètres de long dont le charpentier de l'expédition, Harry McNish, essaye immédiatement d'améliorer la navigabilité.
Le 24 avril, les conditions météorologiques s'améliorent, et, après avoir pris des provisions pour 30 jours, le canot quitte l'île de l'Éléphant. Worsley est confronté à la difficile tâche de naviguer sur l'océan Austral, et ce, jusqu'en Géorgie du Sud. Il ne possède pas de marge d'erreur car, au vu de la force des vents et des courants, si le James Caird rate l'île, une mort presque certaine attend les marins de l'embarcation de sauvetage, et par conséquent ceux qui restent sur l'île de l'Éléphant. Par chance, le jour du départ, le Soleil est visible et Worsley peut ainsi s'assurer que son chronomètre est juste. Par ailleurs, l'équipage parvient à régler deux montres.

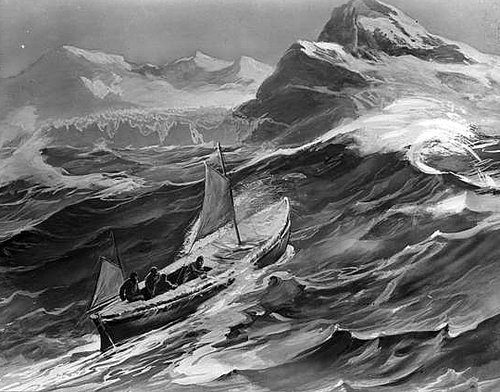
Une représentation du James Caird en vue de la Géorgie du Sud.

Le James Caird rencontre rapidement la glace mais Worsley navigue au travers et parvient à atteindre les eaux libres. Le périple dure seize jours durant lesquels la mer présente de fortes vagues et où le temps est couvert, ne laissant à Worsley que peu de possibilités de faire le point avec son sextant Ainsi décrit-il ses relevés : « […] câlinant le mât avec un bras et se balançant d'avant en arrière autour du mât, [avec le] sextant et tout […] », il faut « […] attraper le soleil quand le bateau saute à son plus haut sur la crête d'une vague […] ». Parfois, les conditions de mer sont si rudes que les autres membres d'équipage doivent le retenir lors de ses mesures. En outre, les vagues sont lourdes, ce qui augmente d'autant le risque qu'un homme tombe à la mer. Enfin, la température baisse parfois tellement que les surfaces supérieures du James Caird se recouvrent de glace, affectant ainsi sa flottabilité.
Après deux semaines, Worsley s'inquiète ne pouvoir conduire d'observations efficaces, ce qui ne lui permet d'obtenir qu'une très mauvaise précision, de l'ordre de 16 kilomètres. Il s'en ouvre à Shackleton qui choisit de se diriger vers la côte ouest de la Géorgie du Sud, et ce, même si elle est inhabitée. En effet, il désire se laisser une chance d'atteindre la côte est de l'île, au cas où la cible serait manquée et compte tenu des vents dominants. Heureusement, le lendemain, ils aperçoivent des algues et des oiseaux de mer : la terre n'est pas loin. Et en effet, le 8 mai l'équipage aperçoit le cap Demidov de la Géorgie du Sud à travers la brume sous la forme d'un « […] rocher noir, dominant, avec une dentelle de neige autour des flancs. Un coup d'œil et il est caché à nouveau. [Ils se regardent] les uns les autres avec […] des sourires [réjouis] ». Ainsi peuvent-ils constater l'exactitude du trajet calculé par Worsley. Pourtant, les conditions de la mer et du vent sont telles que les hommes sont incapables de longer la côte pour atteindre les stations baleinières norvégiennes situées sur la côte est et distantes d'environ 240 kilomètres. Les hommes sont contraints de se replier sur la baie du roi Haakon, plus proche, surtout qu'ils n'ont plus d'eau potable à bord. La mer reste grosse et ils doivent encore passer une nuit en mer avant de pouvoir espérer approcher la côte rocheuse. Le lendemain, les vents contraires soufflent encore trop fortement et malgré tous leurs efforts, les hommes doivent rester une nouvelle nuit en mer.

Les conditions s'améliorent enfin le 10 mai et Worsley peut faire accoster le James Caird sur une plage de la baie. La première chose que font les membres d'équipage est de boire l'eau d'un ruisseau voisin.

#### Traversée de la Géorgie du Sud

L'île de Géorgie du Sud et le trajet des hommes de Shackleton.

L'équipage décharge le James Caird et passe sa première nuit en Géorgie du Sud dans une grotte de la crique-même où ils ont accosté, la Cave Cove. Les hommes se déplacent ensuite dans la baie vers un autre camp de fortune. C'est là que Shackleton annonce son intention de traverser l'île par voie terrestre jusqu'à la station baleinière norvégienne de Stromness car le James Caird est trop abîmé pour envisager de reprendre la mer et faire le tour de l'île à son bord. Vincent, McCarthy et McNish étant trop épuisés pour faire cette marche, seuls Worsley, Shackleton et Crean partent après un repos de neuf jours. Le 19 mai, ils entament leur marche jusqu'à Stromness, situé à 35 kilomètres de là. L'intérieur de la Géorgie du Sud est montagneux et recouvert de glaciers et la carte de l'île que les hommes possèdent ne relève que les détails de la côte si bien qu'à plusieurs reprises, ils sont forcés de faire marche arrière constatant que leur route est impraticable. Les trois hommes effectuent une randonnée ininterrompue de 36 heures, accompagnés par un temps relativement bon. Enfin ils atteignent Stromness et sont aidés par le gestionnaire de la station baleinière. Celui-ci est incapable de reconnaître Shackleton ; il l'avait pourtant rencontré lors de l'escale de l'expédition sur l'île près de deux ans auparavant. Après un bain chaud et un copieux repas, Worsley part sur un baleinier pour recueillir les trois hommes laissés dans la baie du roi Haakon. Ces derniers sont incapables de reconnaître Worsley, rasé, quand il descend à terre. Le James Caird, qui avait été mis à terre sur la plage pour servir d'abri, est également récupéré.
La nuit suivante, une forte tempête de neige frappe l'île : si la marche avait été retardée de simplement quelques heures, Worsley et les deux autres marcheurs seraient probablement morts. Plus tard, les trois randonneurs parlent d'une « quatrième présence » qui les avait accompagnés durant leur périple. Dans le récit qu'il fait plus tard de leur marche, Worsley écrit : « […] je me retrouve à compter encore notre équipe — Shackleton, Crean et moi et — qui était l'autre ? Bien sûr, il n'y avait que trois [personnes] […] » ; ce n'est qu'un signe de leur importante fatigue.

#### Sauvetage des hommes

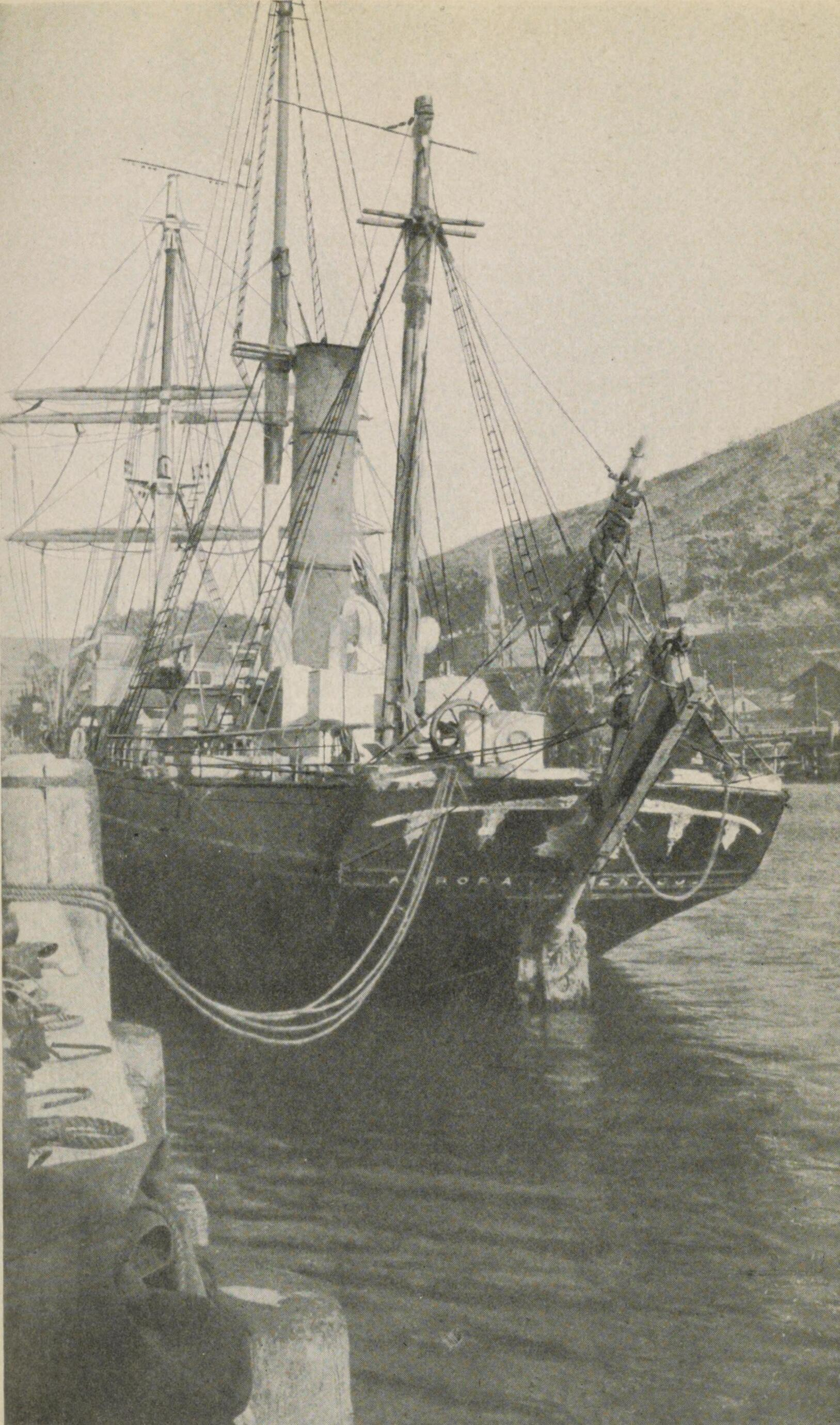
L'Aurora du « groupe de la mer de Ross » à quai en Nouvelle-Zélande après sa dérive.

Trois jours après que McNish, McCarthy et Vincent aient été ramenés à Stromness, Shackleton, Crean et Worsley repartent vers l'île de l'Éléphant grâce à un bateau loué, accompagnés d'une équipe de bénévoles de la station baleinière. Mais à environ 100 kilomètres de l'île, la glace empêche tout passage. Incapable d'avancer, le navire fait cap sur les îles Malouines ; Shackleton veut y trouver un navire plus approprié. L'expédition fait l'objet de rapports en Grande-Bretagne et elle reçoit de nombreux messages de bonne volonté et de soutien. Néanmoins, seul le vieux navire de Robert Falcon Scott, le RRS Discovery, lui est promis pour le mois d'octobre seulement. C'est que dans ce contexte de Première Guerre mondiale toutes les ressources sont dirigées vers l'effort de guerre.
Mais Shackleton est inquiet pour ses hommes et ne peut attendre jusqu'à octobre : il continue à chercher un navire disponible. Grâce au Bureau des Affaires étrangères et du Commonwealth, les gouvernements de l'Uruguay, du Chili et de l'Argentine en dépêchent successivement chacun un. Cela se solde par deux échecs : à portée de vue de l'île de l'Éléphant, le petit bateau uruguayen doit rebrousser chemin à cause de la glace ; de même, le navire argentin rentre après trois semaines de temps atroce. Le Chili fournit lui aussi un navire, le Yelcho, fonctionnant à la vapeur dont la coque métallique est plus endurante face au « pack ». Shackleton, Worsley et Crean partent avec un équipage le 25 août. Cette tentative réussit, aidée par un temps plus doux : le 30 août, ils atteignent l'île de l'Éléphant où, à leur grande joie, ils retrouvent les vingt-deux hommes en vie. L'embarquement se fait dans l'heure afin de ne pas risquer d'être pris au piège par les glaces dérivantes. Le Yelcho part ensuite rapidement pour Punta Arenas où il est accueilli en grande pompe. Worsley écrit plus tard : « […] j'ai toujours été désolé pour les vingt-deux hommes qui ont vécu dans cet endroit horrible durant quatre mois de misère alors que nous étions loin sur le voyage en bateau, et des quatre tentatives de sauvetage se terminant par leur joyeux secours ».
Pendant l'opération de récupération de McNish, McCarthy et Vincent en baie du roi Haakon par Worsley, Shackleton s'était tenu informé du sort d'une autre composante de son expédition dont dix des hommes étaient également en danger, le « groupe de la mer de Ross ». En effet, le rôle de cette composante étant de placer des dépôts de provisions sur la seconde partie de la route prévue par Shackleton à travers l'Antarctique, dix hommes débarqués sur l'île de Ross dirigés par Æneas Mackintosh, étaient chargés de mettre en place un camp de base pendant que leur navire, l'Aurora, devait passer l'hiver à proximité, au cap Evans, dans le détroit de McMurdo. Mais en mai 1915, le navire s'étant détaché de ses amarres et étant resté coincé dans la glace, ce qui l'endommagea gravement, il dériva avec la glace pendant plus de six mois avant qu'il ne soit libéré ; Joseph Stenhouse, son capitaine, ne put naviguer vers la Nouvelle-Zélande qu'en mars 1916. Or aucune nouvelle ne parvint à propos de l'équipe resté bloquée à terre depuis près de deux années. Après être passé par l'Argentine avec le reste des survivants de leur propre groupe, Shackleton et Worsley partent pour la Nouvelle-Zélande où ils espèrent trouver un navire pour récupérer le « groupe de la mer de Ross ».
Pour accomplir cette tâche, Shackleton s'adjoint encore les services de Worsley. Toutefois, après leur arrivée en Nouvelle-Zélande en décembre 1916, ils se retrouvent sans navire : l'Aurora a été réquisitionnée par les gouvernements britannique, australien et néo-zélandais. Avançant les fonds pour le sauvetage, le gouvernement australien a en effet nommé son propre capitaine, John King Davis. Après de longues négociations, Shackleton parvient à naviguer à bord l'Aurora en tant qu'officier surnuméraire. Worsley est laissé en Nouvelle-Zélande et regagne par la suite la Grande-Bretagne. Les sept membres survivants du « groupe de la mer de Ross » sont secourus dans l'intervalle. Worsley reçoit plus tard la Médaille polaire pour son service dans l'expédition Endurance.

### Première Guerre mondiale

#### Bataille de l'Atlantique

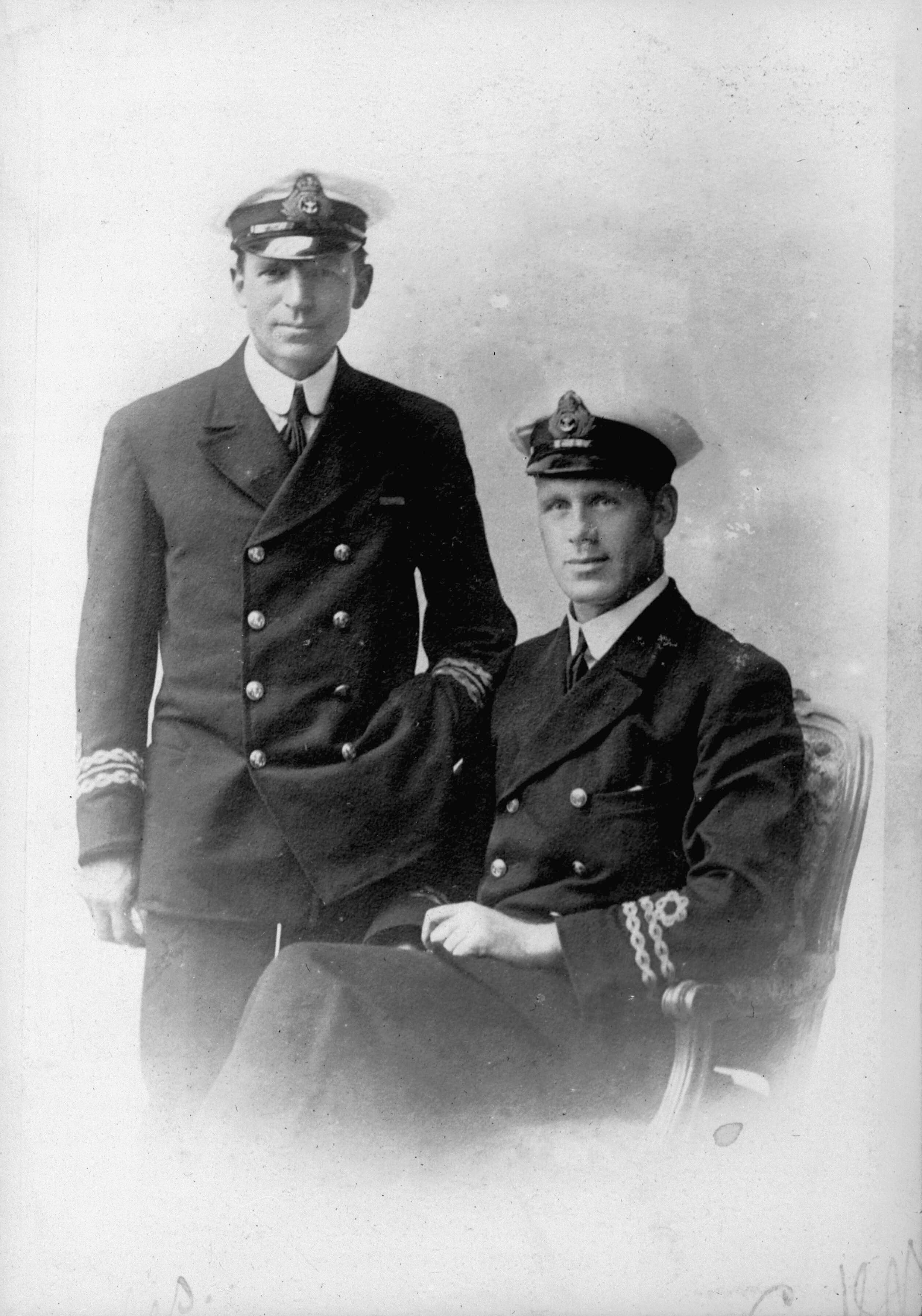
Frank Worsley et Joseph Stenhouse (vers 1917).

Worsley rentre en Angleterre à bord du RMS Makura. En tant qu'officier de la Royal Naval Reserve (RNR), il veut s'engager activement dans la guerre pour participer à la lutte contre l'Empire allemand. Dès son arrivée à Liverpool, il rejoint Londres où il rapidement affecté au HMS Pembroke, la station côtière de Chatham. Pendant trois mois, il se forme à la lutte anti-sous-marine, un poste important car les Unterseeboot causent des dommages considérables aux convois d'approvisionnement traversant l'océan Atlantique. Là, il peut étudier les tactiques en place contre les sous-marins allemands. Une d'entre elles consiste en l'utilisation de petits navires marchands pourvus d'un armement caché, les « Q-ships », et dont le but est de surprendre les sous-marins peu méfiants vis-à-vis de tels navires apparemment désarmés. Une autre tactique est l'utilisation de patrouilleurs de lutte anti-sous-marine chargés de l'escorte de convois, les  « P-boats ». Mais les « P-boats » ont une silhouette reconnaissable et, avec le temps, les commandants de sous-marins apprenant à les reconnaître et à les éviter, leur efficacité se réduit. Les « P-boats » construits plus tard adoptent une silhouette plus classique, proche de celle d'un navire marchand et sont désormais semblables à des Q-ships.
En juillet 1917, Worsley est nommé commandant du PC.61, un P-boat récent et donc moins reconnaissable. Il a comme subordonné direct, en tant que premier officier, Joseph Stenhouse, le commandant de l'Aurora pendant l'expédition Endurance. Le PC.61, commissionné le 31 juillet 1917, est équipé d'un canon semi-automatique de 100 mm, caché sous une bâche suspendue à des grues de chargement lorsqu'il n'est pas utilisé. Il dispose également d'une proue renforcée qui lui sert d'éperon. Le navire est envoyé en patrouille peu après sa mise en service. La plupart des patrouilles se déroulent sans incident, les sous-marins aperçus s'enfuyant systématiquement. Néanmoins il arrive que des torpilles soient tirées sur le navire, ce qui fait penser à Worsley que le PC.61 est encore trop facilement identifiable comme un navire de la Royal Navy. D'ailleurs, les Unterseeboot refusent de se risquer à des attaques de surface contre lui.
À la fin du mois de septembre 1917, Worsley et le PC.61 sont en patrouille au sud de l'Irlande. Le 26 est l'occasion d'un fait d'armes : observant l'explosion de la torpille du sous-marin UC-33 touchant un navire de transport, Worsley ralentit progressivement ses moteurs dans le but de faire croire à l'équipage du sous-marin que son navire quitte la zone. La tromperie réussit : l'UC-33 fait surface afin de couler le navire de transport endommagé avec son canon de pont. Worsley, faute de pouvoir utiliser ses canons à cause du positionnement du navire et ne voulant par perdre de temps à manœuvrer, ordonne immédiatement de mettre le moteur à sa vitesse maximum pour percuter le sous-marin avec son éperon. Ajustant sa vitesse pour que l'éperon du PC.61 ne sorte pas trop de l'eau, le navire touche l'UC-33 en son milieu. Le sous-marin coule rapidement avec presque tous ses marins. Seul le capitaine sera sauvé plus tard. Quant au navire de transport endommagé, celui-ci est remorqué en douze heures à Milford Haven au pays de Galles, bien que la zone soit connue pour la présence d'autres sous-marins. Pour son rôle dans la destruction de l'UC-33, Worsley reçoit l'Ordre du Service distingué et Shackleton lui envoie un télégraphe pour le féliciter de ce succès.
Worsley continue ses patrouilles à bord du PC.61 pendant les mois suivants. En septembre 1918, il reçoit le commandement du HMS Pangloss, un Q-ship basé à Gibraltar, opérant en mer Méditerranée et qui fut commandé notamment par Gordon Campbell. La guerre étant presque terminée, Worsley ne connaît que peu de nouvelles actions décisives durant cette nouvelle affectation.

#### Arctique russe
Lors d'une escale à Londres, Worsley rencontre Ernest Shackleton, qui a été récemment affecté par le ministère de la Guerre à l'intervention en Russie septentrionale, l'intervention alliée en Russie après la révolution d'Octobre et la participation de troupes étrangères dans la guerre civile russe du côté des armées blanches. L'expertise de Shackleton dans les régions polaires est reconnue par le ministère de la Guerre, et avec le grade de major, il prépare le contingent allié pour un déploiement en hiver à Mourmansk. Shackleton avait déjà recruté plusieurs vétérans de l'expédition Endurance pour servir avec lui et s'arrange pour que Worsley, désireux de s'engager, soit transféré pour rejoindre le contingent. Worsley, désormais capitaine de corvette, part pour Mourmansk en Russie le mois suivant.
Son travail sur place consiste à organiser la logistique des équipements et des fournitures pour les forces britanniques qui sont stationnées à Arkhangelsk. Son expertise sur le milieu polaire lui permet d'apporter de nombreux conseils aux soldats sur la meilleure façon de faire usage de leurs ressources. De même, il les forme à l'utilisation de skis. Il participe à plusieurs patrouilles et, en raison d'une pénurie d'officiers, il prend parfois le commandement de pelotons d'infanterie. En avril 1919, il est réaffecté à Mourmansk, où il prend le commandement d'une canonnière, le HMS Cricket. Il sillonne la rivière Daugava et cible les canonnières bolchéviques et les villages établis le long du cours d'eau. Il apporte également un soutien aux unités britanniques et blanches qui se déplacent le long des rives de la Daugava qui tentent de reprendre le terrain perdu aux Bolcheviks dans les mois d'hiver précédents.
Worsley commande le Cricket pendant deux mois avant de devenir le capitaine du HMS M24, un petit cuirassé de type monitor. Ce commandement est de courte durée car il rejoint rapidement l'Hampshire Regiment. En août 1919, il participe à un raid derrière les lignes bolcheviques. Ce raid de 25 hommes obtient des renseignements utiles grâce à des écoutes sur les lignes télégraphiques et à une embuscade sur un convoi bolchevik. Cependant, une fois repérés, ils sont repoussés par une force de plus de 200 hommes. Lors de cette retraite, le capitaine de l'équipe se perd dans une forêt et Worsley parvient à ramener avec succès les 25 hommes en sécurité. Pour les efforts et la bravoure dont il fait preuve lors de ce raid, il reçoit une barrette à son Ordre du Service distingué.
Au départ des forces alliées de Mourmansk et d'Arkhangelsk à la fin de l'année 1919, Worsley retourne à Londres. Il est récompensé pour son service en Russie en étant nommé à l'Ordre de Saint-Stanislas. Il est libéré de son service le 2 janvier 1920 et placé sur la liste des retraités de la Royal Naval Reserve. Plus tard dans l'année, lors d'une cérémonie au palais de Buckingham, il est nommé à l'Ordre de l'Empire britannique pour services rendus à la Grande-Bretagne.

### Expédition Shackleton-Rowett
Worsley est resté en contact avec Shackleton qui tente de mettre sur pied une expédition dans l'Arctique. Il a bon espoir de pouvoir participer à cette nouvelle entreprise. Cependant, l'expédition demeurant encore à l'état de projet, Worsley fonde une compagnie de transport, la Stenhouse Worsley & Co. avec son ami Joseph Stenhouse. Pour cela, il achète une goélette, l'Annie, avec l'intention de commercer avec les pays baltes. Mais le marché du fret dans la mer Baltique connait des temps difficiles et, finalement, la société réoriente son activité vers le cabotage le long de la côte britannique. À la fin de l'année 1920, Worsley et Stenhouse se rendent en Islande pour une course. Mais l'Annie est fortement endommagée dans les abords immédiats de la côte islandaise. Les mauvaises conditions météorologiques et maritimes bloquent l'Annie sur l'île jusqu'en février 1921. Dans l'intervalle, l'expédition de Shackleton est prête. Il demande à Worsley d'être le capitaine de son navire, le Quest, un phoquier provenant de Norvège qui est long de 34 mètres et possède deux mâts. Worlsey accepte rapidement,.

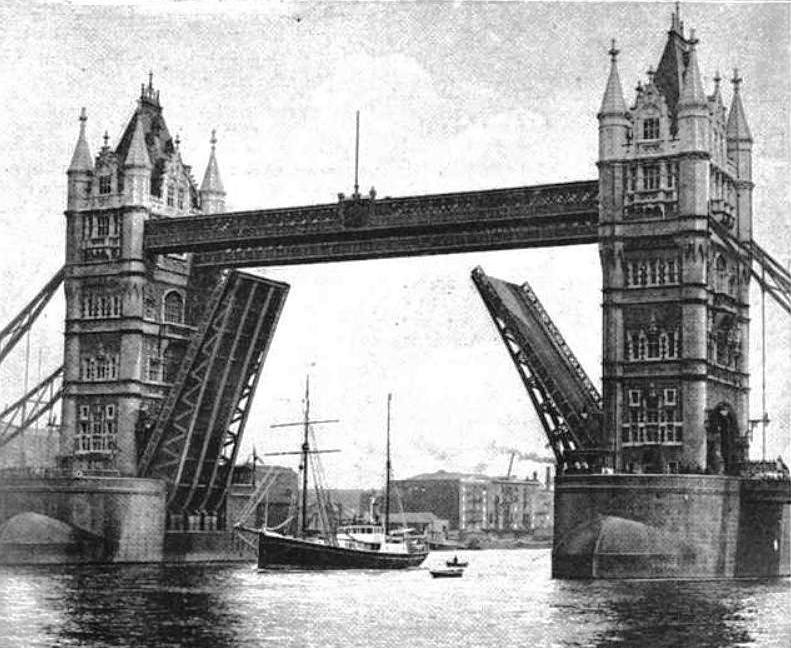
Le Quest passant sous le Tower Bridge à Londres (vers 1921).

Mais le gouvernement canadien revient sur sa promesse de soutenir financièrement l'expédition, si bien que Shackleton doit rechercher un financement alternatif, ce qui retarde d'autant le départ. Or la saison de navigation en Arctique avance. Shackleton, ne voulant pas retarder plus le départ, change le but de son expédition qui est désormais de tenter le tour du continent Antarctique. L'expédition, connue sous le nom d'expédition Shackleton-Rowett, serait aussi l'occasion de tenter de découvrir des îles subantarctiques et de passer l'hiver austral dans les îles de l'océan Pacifique. En plus de Worsley, l'expédition comprend plusieurs autres vétérans de l'expédition Endurance : Frank Wild, commandant en second, et Leonard Hussey, météorologue. Worsley a dans l'expédition une double responsabilité, celle de commandant, mais aussi d'hydrographe de l'expédition.
L'expédition commence le 18 septembre 1921. Des problèmes apparaissent rapidement car le navire navigue mal, prend l'eau et possède un moteur défaillant. Une semaine est consacrée à de premières réparations au Portugal, puis, après avoir traversé l'océan Atlantique, le Quest passe un mois en cale sèche à Rio de Janeiro. Au Brésil, Shackleton, dont la santé est mauvaise, fait une crise cardiaque. Malgré cela, il refuse tout traitement et l'expédition part pour la Géorgie du Sud le 18 décembre. L'île est aperçue le 4 janvier 1922 et, retrouvant les repères de leur marche à travers la Géorgie du Sud en 1916, Worsley et Shackleton sont « comme une paire d'enfants excités ». Le jour suivant, Shackleton a une nouvelle crise cardiaque qui lui est fatale. Worsley décrit la perte de son ami comme « […] un coup terriblement triste. J'ai perdu un copain qui m'était cher, un des hommes les plus [purs] qui aient jamais vécu, en dépit de ses défauts ».
Malgré cette perte, l'expédition se poursuit avec Wild aux commandes pendant qu'Hussey rapatrie le corps de Shackleton en Angleterre. Le 22 janvier, Worsley est victime d'un grave accident : naviguant avec sa voile, le Quest roule lourdement et ses cordages de fixation cassent un canot de sauvetage. Celui-ci, plein de provisions et de matériel, frappe la passerelle et écrase Worsley contre le pont. Le navigateur s'en sort avec plusieurs côtes cassées et doit prendre un repos forcé de plusieurs jours. À la fin du mois de mars, le navire atteint l'île de l'Éléphant après avoir été toutefois brièvement bloqué dans la glace de la mer de Weddell. L'expédition retourne ensuite en Géorgie du Sud où se trouve Hussey qui est revenu depuis la fin du mois de février avec le corps de Shackleton, sa veuve ayant en effet demandé que son mari y soit enterré.
Worsley passe plusieurs semaines en Géorgie du Sud avec le reste de l'expédition et il aide à la construction d'un monument commémoratif à Shackleton dans la crique du roi Édouard. L'expédition appareille ensuite pour Tristan da Cunha où Worsley effectue des travaux de cartographie, puis pour le Cap, l'île de l'Ascension et Sainte-Hélène. L'expédition rentre enfin en Angleterre en septembre 1922.

### Expédition dans l'Arctique
À son retour en Angleterre, Worsley se lance dans le commerce maritime dans l'océan Atlantique. En 1923, il commande le George Cochran qui transporte du rhum vers Montréal, au Canada. Durant ce séjour, Worsley fait la connaissance d'un jeune Canadien d'origine islandaise, Grettir Algarsson, qui prépare un voyage dans l'Arctique. Worsley lui porte conseils. Mais le voyage est de courte durée car son navire entre en collision avec une épave flottante dans la mer du Nord. Pendant ce temps, Worsley commande le Kathleen Annie qui fait naufrage dans les Orcades. Il assure l'évacuation de son équipage avant de quitter le navire.

Carte topographique du Svalbard.

De son côté, Algarsson ne s'est pas découragé et il prépare une nouvelle expédition.  Il invite Worsley à se joindre à lui. L'objectif est de naviguer jusqu'à l'archipel norvégien du Svalbard, dans le cercle Arctique, puis Algarsson se posera en avion au pôle Nord dont il reviendra en traineau avec le pilote. Worsley est capitaine du navire qu'Algarsson a acheté pour l'expédition, une brigantine à moteur Diesel de 30 mètres appelée Island. Mais par manque de fonds, le vol en avion prévu est annulé. Cependant, la partie scientifique et les relevés cartographiques par une quinzaine d'hommes sont maintenus, comme l'exploration de la zone entre le Svalbard et l'archipel François-Joseph,. Le vol annulé, les questions maritimes sont donc mises en avant. Algarsson offre à Worsley la codirection de l'expédition, qui l'accepte,. L'Island part en mer le 21 juin 1925 depuis Liverpool.
Lors de la navigation à l'ouest du Svalbard, une pale de l'hélice de l'Island est endommagée lors d'une collision avec un morceau de glace dérivante. Lorsque le moteur tourne, de fortes vibrations se font ressentir, ce qui oblige Worsley à continuer à la voile. Il est à la recherche de l'île de Gillis qui n'a pas été vue depuis 1707 et afin de confirmer son existence. Alors qu'ils continuent jusqu'à la banquise, des relevés confirment la présence d'une plaine sous-marine entre le Svalbard et l'archipel François-Joseph. Virant vers le sud, naviguant le long de la côte nord du Svalbard, ils découvrent une baie inconnue. Algarsson la nomme « Worsley Harbour », du nom de son capitaine Le navire continue ensuite vers le nord, toujours en quête de l'île de Gillis, mais reste bloqué dans le « pack ». Worsley utilise la glace pour réparer la gouverne de direction, endommagée par le pack. Deux semaines plus tard, il utilise le moteur pour se libérer, ce qui cause la perte de la dernière pale de l'hélice.
L'Island met le cap sur l'archipel François-Joseph. Il n'a plus de moteur mais cela ne décourage pas Worsley. Il décrit cet épisode comme la « dernière bataille sans aide avec le pack ». En août, il débarque au cap Barents sur l'une des îles méridionales de l'archipel et y plante le drapeau du Royaume-Uni. L'ingénieur de bord qui vient de Dunedin et lui prétendent être les premiers Néo-Zélandais à poser le pied sur l'archipel,. L'expédition est rebaptisée « Expédition Arctique britannique ». Les hommes font plusieurs tentatives pour trouver un moyen d'aller vers le nord à travers la banquise, Worsley ayant l'espoir de faire de l'Island le premier voilier à naviguer de l'île de Gillis au Spitzberg (la principale île du Svalbard), en vain. Lors d'une tentative pour y parvenir, l'Island manque d'entrer en collision avec un gros iceberg, mais Worsley ordonne qu'une chaloupe soit mise à l'eau pour remorquer le navire hors de danger.
Enfin, le 14 septembre, l'île de Gillis est aperçue mais la distance est trop grande pour pouvoir confirmer l'observation. Worsley note qu'elle se situe plus à l'ouest que ce qui est indiqué par sa carte. Si c'est bien l'île de Gillis, il s'agit alors de la première observation de l'île depuis 200 ans,. Le navire navigue vers Nordaustlandet, en fait le tour et atteint ainsi la latitude la plus au nord de l'expédition, 81°15′N. Worsley s'assure que le drapeau de la Nouvelle-Zélande soit placé à cet endroit. L'expédition reprend ensuite la route vers le Spitzberg, atteignant Green Harbour à la mi-octobre. Le moteur du navire ne pouvant pas être réparé et Green Harbour étant fermé pour l'hiver, Worsley accepte un remorquage à Tromsø, marquant ainsi la fin de l'expédition. Il écrira plus tard un livre sur ce voyage : Under Sail in the Frozen North (1927).

### Vie à Londres
À la fin de son voyage dans l'Arctique, Worsley revient à Londres où sa notoriété est importante en raison de ses exploits avec Shackleton et de son service en temps de guerre. En 1926, il épouse Jean Cumming, qu'il a rencontrée en 1920 à la New Zealand House de Londres lors de la collecte de son courrier. Il s'agit d'un second mariage car, en 1907, il a épousé Theodora Blackden qui l'a quitté au moment de son retour de Russie. Le couple n'a pas eu d'enfants. Il faut plusieurs années pour que Worsley obtienne le divorce de sa première femme pour permettre son mariage avec Jean, de près de 30 ans sa cadette. Pour subvenir aux besoins du couple entre les voyages commerciaux, Worsley écrit des livres et des articles. Deux d'entre eux, Shackleton's Boat Journey et Crossing South Georgia, sont publiés sous forme de feuilletons dans la revue périodique Blue Peter en 1924. Ces livres font l'objet d'une publication conjointe en un seul volume en 1931. Son livre est généralement considéré comme de meilleure qualité par les historiens que le compte-rendu qu'en fit Shackleton, publié sous le nom de South en 1919. En 1938, un quatrième livre, First Voyage in a Square-rigged Ship, est publié. Quand ses finances l'exigent, Worsley écrit un article. Les sujets qu'il aborde vont des chiens utilisés lors de l'expédition Endurance aux habitudes tabagiques de ses compagnons sur l'île de l'Éléphant.
Comme les commissions arrivent en nombre insuffisant pour son âge avancé, il effectue également des conférences qui deviennent une importante source de revenus. Il s'exprime principalement sur ses expéditions avec Shackleton dont la veuve prête à Worsley plusieurs diapositives de son mari pour améliorer ses conférences. Dans les dernières années, il ajoute ses propres voyages à son répertoire. Ses conférences sont bien accueillies par le public avec des critiques élogieuses dans les journaux locaux. En 1933, il apparait dans le film South, ce qui accroit encore sa notoriété. Le film s'appuie sur le film cinématographique de Frank Hurley, le photographe de l'expédition Endurance, entrecoupé de diapositives. Il y fait une apparition, montrant plusieurs objets de l'expédition. Comme ses livres, le film est bien accueilli par le public.

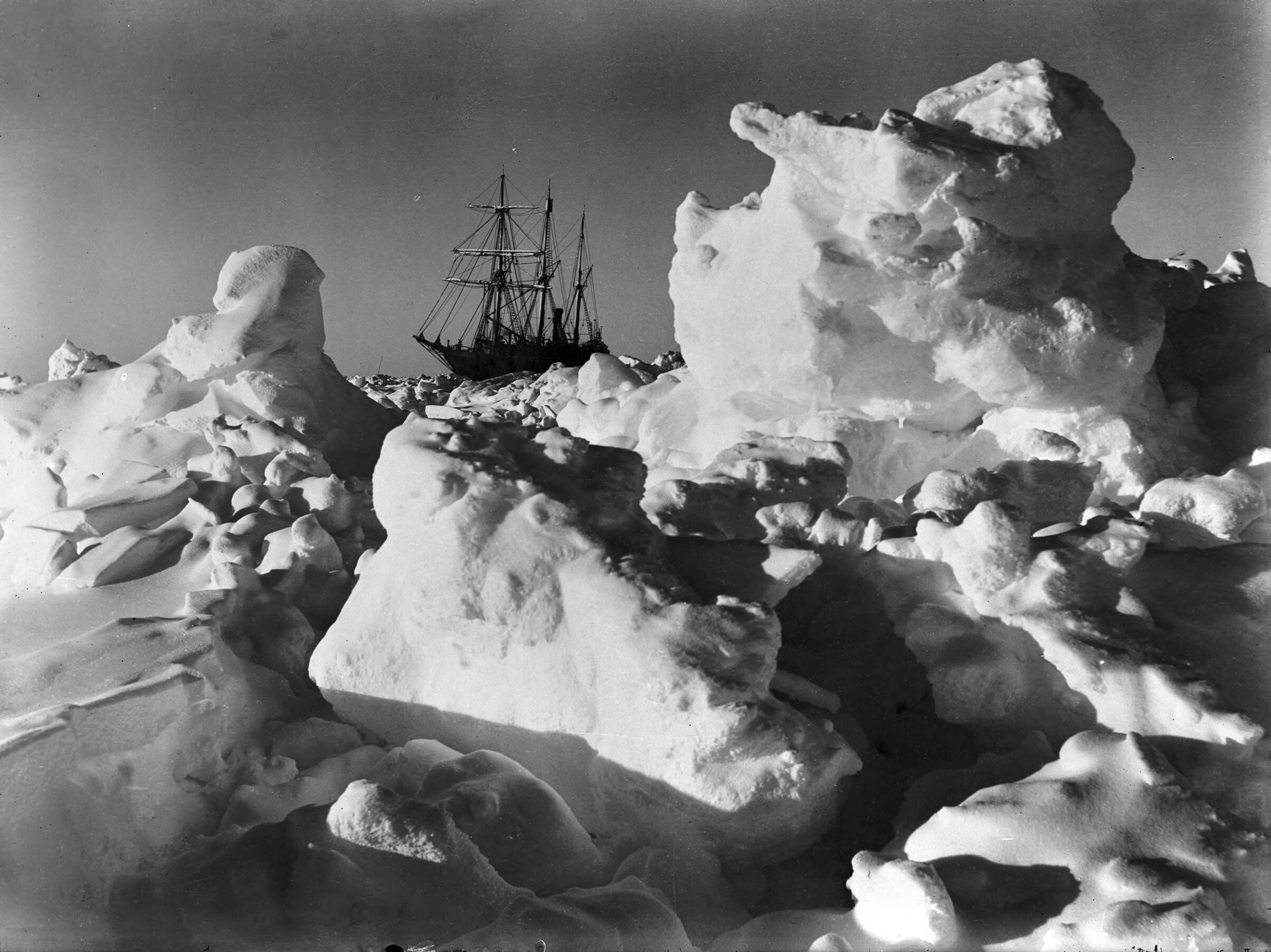
Photographie de Frank Hurley de l''Endurance pris dans les glaces lors de l'expédition Endurance.

Dans les années 1930, Worsley appartient à une entreprise de livraison de yachts et de navires, Imray Laurie Norie & Wilson Limited. Son expérience personnelle est utilisée pour la démarche commerciale de l'entreprise. En 1937, la société réalise plus de cinquante livraisons dont la plus lointaine est celle d'un navire à vapeur à destination de Hong Kong. Sur beaucoup de ces voyages, il est accompagné de Jean, qui apprécie également naviguer.

### Chasse au trésor
Bien que sexagénaire, Worsley recherche toujours l'aventure. En 1934, il est invité à se joindre à une expédition qui vise la localisation d'un trésor sur l'île Cocos. L'île avait été utilisée comme base par les pirates pour l'attaque des navires espagnols transportant de l'or entre l'Amérique du Sud et l'Espagne. D'après les estimations au moment du projet de l'expédition, entre 5 et 25 millions de livres en or et en argent sont enterrées sur l'île. Worsley se rend avec Jean sur l'île Cocos en septembre 1934 à bord du Queen of Scots. À son arrivée en octobre, il aide à décharger les provisions et le matériel pour établir un camp de base dans la baie de Wafer. L'île, au large des côtes du Costa Rica, est fortement boisée et un important défrichage est nécessaire pour pouvoir entamer les fouilles. Comme la Queen of Scots est jugée surdimensionnée pour les besoins de l'expédition, Worsley repart avec elle en Angleterre via le canal de Panama. Son travail consiste à trouver un navire de remplacement puis de ramener des provisions avec.
Sur le chemin du retour vers l'île, Worsley apprend que le gouvernement du Costa Rica, fortement contrarié de ne pas avoir été informé des plans de l'expédition, souhaite expulser les chasseurs de trésors de l'île Cocos. Worsley intervient en faisant parvenir un câble personnel au président du Costa Rica et, malgré la publicité qu'il assure en Angleterre, certains des hommes de l'expédition sont emmenés de force au Panama. Les autres restent sur l'île sous bonne garde. À ce moment, les chefs de l'expédition rentrent en Angleterre, laissant à Worsley la charge des hommes restants. Il finance leur approvisionnement avec ses propres deniers. Finalement ils sont quand même renvoyés au Panama.
L'expédition se reforme l'année suivante. Après cette fois s'être assurée d'une autorisation de la part du gouvernement du Costa Rica, elle peut retourner sur l'île. Worsley commande de nouveau le navire de l'expédition, le Veracity, toujours accompagné de Jean. Mais l'expédition manque de fonds et les provisions font défaut. Une défaillance mécanique entrave également le voyage. Au moment de son arrivée sur l'île, Worsley est nommé responsable de l'expédition. Malgré des recherches approfondies à l'aide d'un détecteur de métaux, aucun trésor n'est trouvé. Or Worsley a des conférences prévues à Londres à partir du mois d'octobre et doit donc quitter l'île début septembre. Il s'agit là de sa dernière participation à cette expédition qui ne parviendra pas à trouver de trésor malgré neuf mois supplémentaires de recherches. L'expédition prend fin lorsque le financement vient à manquer. Malgré l'échec de l'expédition, Worsley pense encore qu'un trésor se trouve sur l'île et espère y revenir. Il ne le pourra pas mais cette expédition lui fournit un surcroît de matière pour alimenter ses conférences.

### Seconde Guerre mondiale et après

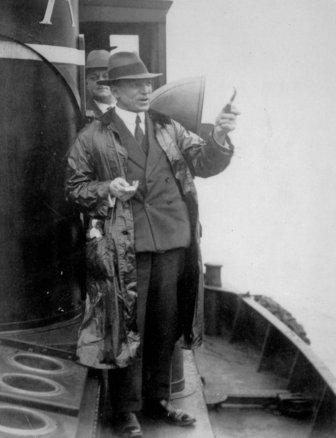
Frank Worsley probablement à bord du Dalriada (vers 1940-1941).

Lorsque la Seconde Guerre mondiale éclate en septembre 1939, Worsley tient de nouveau à contribuer à l'effort de guerre. Mais son âge de 67 ans l'empêche d'être rappelé à la RNR. Il rejoint finalement la Croix-Rouge internationale et se rend en France où il forme les troupes de la force expéditionnaire britannique pendant la « drôle de guerre ». Il est également sollicité, par l'entremise du ministère de la Guerre, pour aider à fournir du matériel à des volontaires suédois se rendant en Finlande pour combattre les Russes pendant la guerre d'Hiver. Quand une autre force expéditionnaire britannique est envoyée en Norvège en avril 1940 pour aider à sécuriser les liaisons ferroviaires avec la Suède, la Croix-Rouge, avec l'intention d'avoir également une présence dans le pays, nomme Worsley comme son agent éclaireur dans le pays. Il doit ouvrir la voie à l'unité de la Croix-Rouge, mais les Allemands capturent Narvik et l'implication de cet organisme devient trop dangereuse. Après un bref séjour en Norvège, Worsley retourne donc en Grande-Bretagne.
Worsley est nommé commandant d'un centre de formation de la Croix-Rouge à Balham, mais celui-ci ferme par la suite en raison d'un manque de recrues. Il écrit à plusieurs reprises au ministère de la Guerre pour offrir ses services. Il soumet ainsi différents plans impliquant la Norvège, dont un concernant l'installation de canons au Svalbard, une région qu'il connaît bien depuis l'expédition de 1925.
Finalement, Worsley trouve un commandement dans la marine marchande, et, minorant son âge à 64 ans au lieu de 69, il est nommé commandant du Dalriada en août 1941. Son travail consiste à garder l'entrée de la zone de Sheerness libre d'épaves. Il effectue aussi des opérations de sauvetage en mer. Son commandement ne dure que quelques mois car la compagnie propriétaire de son navire découvre son véritable âge et le remplace rapidement. Mécontent d'être placé dans la réserve de la marine marchande, il continue à plaider sa cause pour une affectation active.
En avril 1942, Worsley est nommé dans un établissement de formation de la Royal Naval Volunteer Reserve, le HMS King Alfred dans le comté du Sussex, donnant des conférences sur les cartes et la navigation. Après deux mois, il est transféré au Royal Naval College (en) de Greenwich. Mais sa santé se détériore. Ainsi, dans le Sussex, a-t-il réduit sa consommation de pipe. Après quelques mois à Greenwich, il tombe malade et est hospitalisé. Il est atteint d'un cancer du poumon et les médecins de la marine constatent qu'ils ne peuvent plus rien faire pour lui ; il est donc libéré de ses engagements. Condamné, il choisit de passer les derniers jours de sa vie avec sa femme et la famille Bamford, de bons amis qui vivaient à Claygate dans le Surrey. Il meurt dans la maison des Bamford le 1er février 1943,. Il est incinéré deux jours plus tard à la chapelle du Royal Naval College. Son cercueil est orné du drapeau de la Nouvelle-Zélande et de son pavillon personnel qu'il avait arboré à bord du Quest en 1921-1922. Ses cendres sont dispersées à l'embouchure de la Tamise, près du phare du Nore.
Après la mort de Worsley, Jean fait don de ses journaux inédits au Scott Polar Research Institute. Elle retourne à Aberdeen, où elle avait passé une grande partie des mois précédents, pour vivre avec sa mère. Elle déménage ensuite à Claygate après la mort de sa mère et vit avec les Bamford. Ses dernières années se passent dans un confort financier relatif grâce au bon rendement des actions d'une entreprise pétrolière que Worsley a acquises plusieurs années avant sa mort. Elle meurt dans la maison des Bamford en 1978, à l'âge de 78 ans, dans la pièce qu'occupait son mari à sa mort. Le couple n'a pas de descendance connue,.

## Postérité

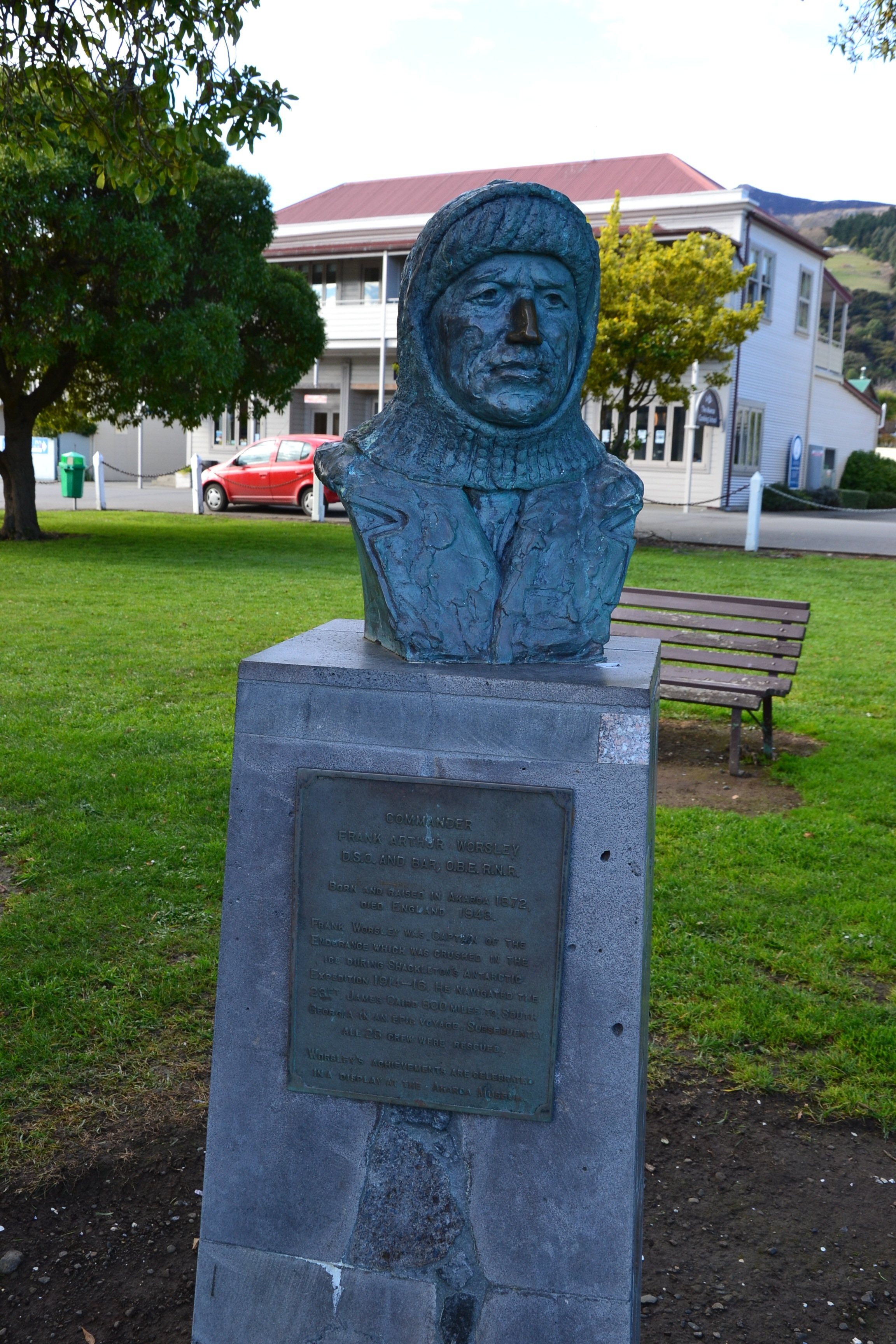
Buste de Frank Worsley à Akaroa.

Un buste de Frank Worsley est érigé dans sa ville natale d'Akaroa en Nouvelle-Zélande. La sculpture, créée par l'artiste Stephen Gleeson de Christchurch, est dévoilée en 2004. Le musée de la ville présente également le pavillon du PC.61, l'ancien P-boat de Worsley.
Plusieurs sites géographiques sont nommés du nom de Worsley comme le mont Worsley en Géorgie du Sud, le cap Worsley dans la péninsule Antarctique, les Worsley Icefalls (en) dans la dépendance de Ross ou Worsley Harbour au Svalbard.

## Travaux
- Under sail in the frozen north[1], 1927.
- Endurance[1], 1931.
- Shackleton's boat journey[1], 1933.  (ISBN 1-84158-063-5)
- First voyage in a square-rigged ship[1], 1938.